# CIM-10飛彈

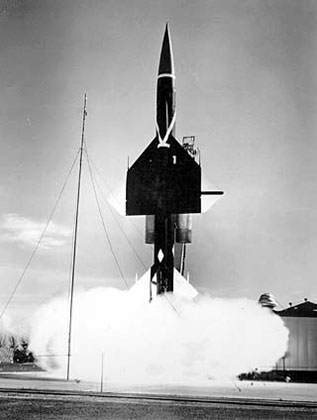
1枚發射中的波馬克飛彈

CIM-10波馬克（英語：Bomarc）飛彈是唯一由美國空軍部署的防空飛彈，其他的系統都是隸屬於美國陸軍。波馬克是兩家參與研發的公司的縮寫：波音（英語：Boeing）與密西根航太研究中心（MARC）。
波馬克飛彈的外型如同飛機一般，也曾經擁有F-99/IM-69/IM-99的編號。飛彈平時是水平儲存在大型發射箱中，當發射命令下達之後，發射箱會向兩邊分開，發射架將飛彈舉升到垂直角度，同時開始對液態燃料火箭加力器灌注燃料，當燃料灌注完畢之後就會發射。

## 歷史
波音公司在1946年開始研發地對空飛彈系統，在4年當中一共試射超過100枚各種火箭，美國空軍在檢視波音的測試結果之後，決定給該公司一項合約，用以研發無人攔截機（當時對防空飛彈的稱呼），這項計畫的標號是MX-1599，設計需求是一款使用沖壓發動機，攜帶核子彈頭，攔截由高空入侵美國本土的轟炸機。
1951年美國空軍將F-99的編號賦予波馬克飛彈。隔年開始一連串的飛行測試，測試的重心放在液態燃料的加力器上，這個加力器會將飛彈加速到衝壓發動機點火的速度範圍。1955年2月，才開始將衝壓發動機合併一起測試。當年8月，美國空軍改變規定，將飛彈的編號更換為IM-99。整個計畫進行到1957年，才能夠開始測試導引系統，不過測試結果尚稱順利，美國空軍也在當年年底宣布IM-99A飛彈進入量產階段。1959年第一批飛彈宣布成軍服役。
波馬克飛彈的加力器使用液態火箭燃料，必須在起飛前需要花費兩分鐘灌注到燃料箱中，而衝壓發動機使用的燃料極為敏感，曾經引發多起意外事件。當固態火箭開始實用化之後，美國空軍力極著手改進的方案，改用固態火箭加力器，這也就是IM-99B。第一次試射是在1959年5月，可是當時加力器的設計然有問題，直到隔年7月才有辦法展開第一次全程飛行測試。除了發射前的準備時間縮短以外，另外一個額外的好處是固態加力器佔據的空間較小，使得沖壓發動機的燃料儲存空間能夠提升，最大射程從400公里增加到710公里。
1963年美國空軍再度更換飛彈編號為CIM-10，此時使用液態燃料加力器的CIM-10A逐漸被B型取代，不過面對洲際彈道飛彈時代的來臨，波馬克飛彈反而顯得大而無用。到1969年大多數的發射基地已經關閉，1972年所有系統都自美國空軍退役。剩下來的飛彈改裝成高速飛行靶彈，供美國各軍種作為測試之用。

## 外觀與性能

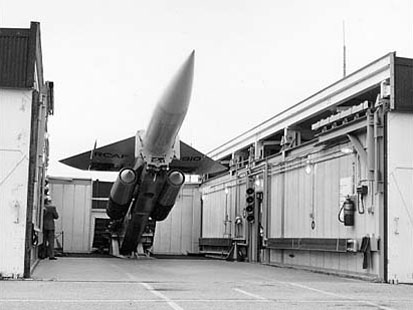
位於發射架上的波馬克飛彈，在主翼兩側下方的是衝壓發動機
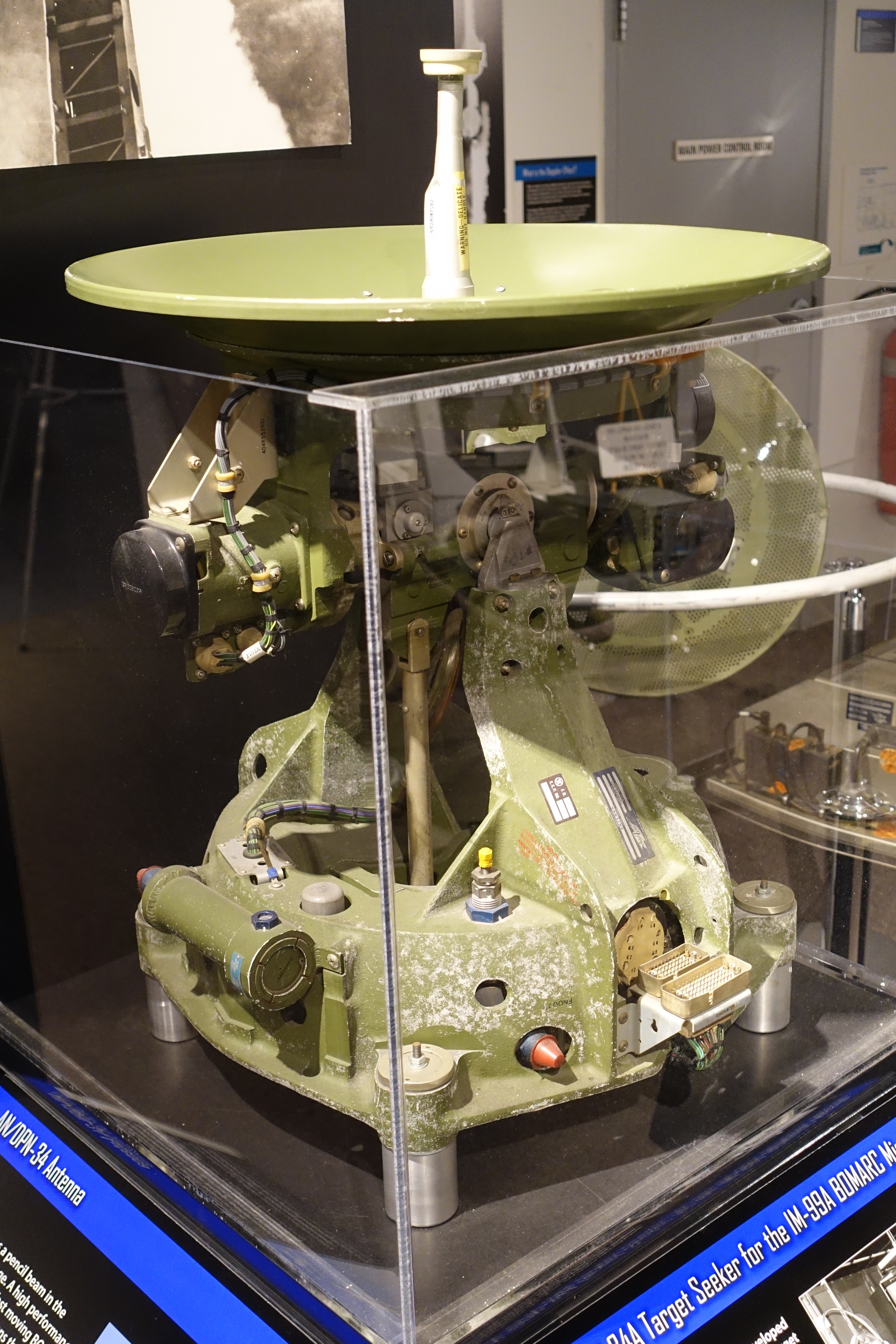
AN-DPN-34
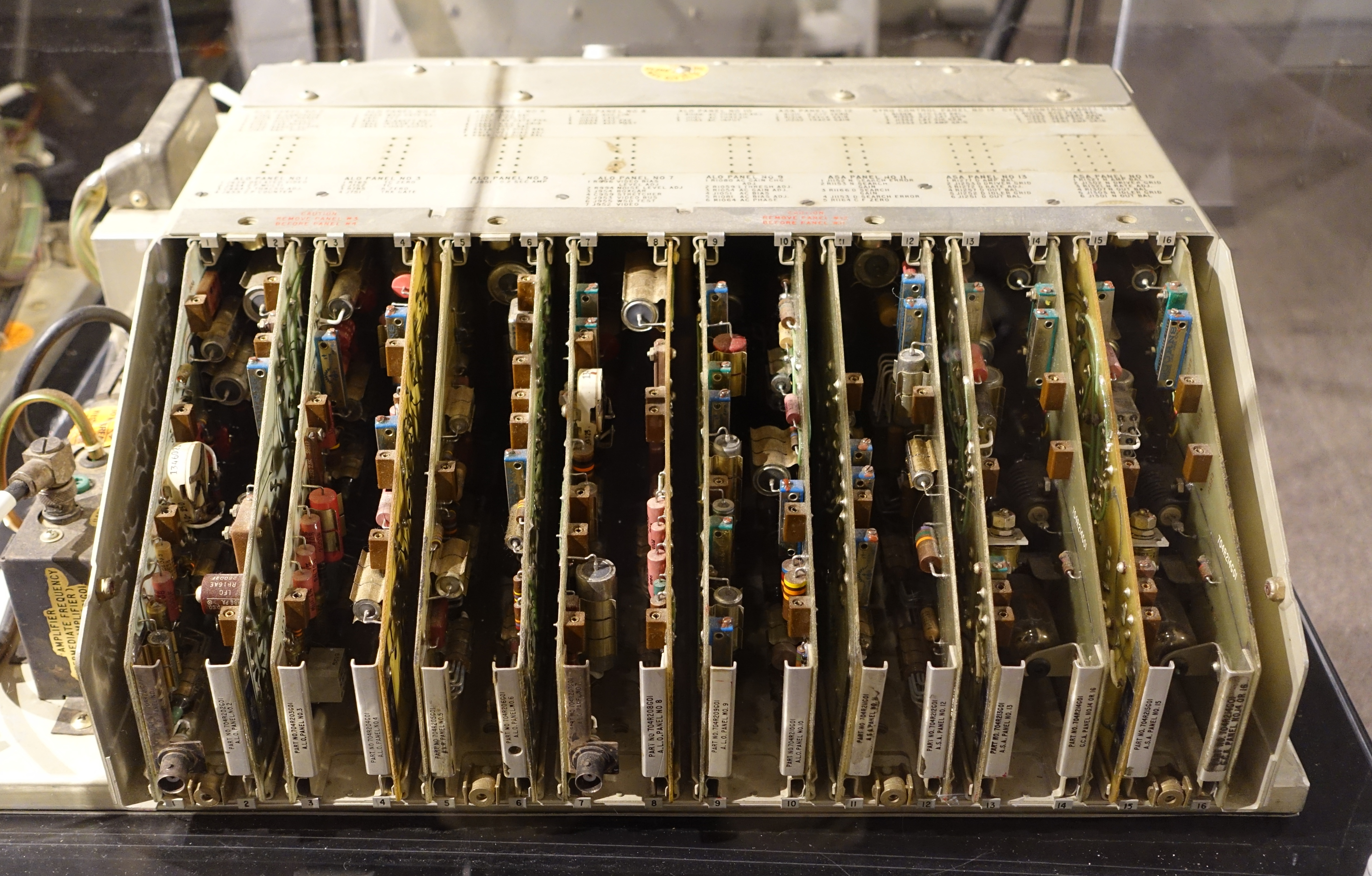
AN-DPN-34A

波馬克飛彈的外觀與一架飛機極為類似，主翼為三角翼設計，不過在翼端向內切入一角，機翼與彈體接合的部分滿足面積率的要求。此外，垂直尾翼和水平尾翼也都是類似三角翼的形狀。
波馬克飛彈採用兩種導引系統，從發射開始到飛行途中，飛彈是採用無線電指揮導引，並且與防禦美國本土的半自動地面管制系統（SAGE）相連，由該系統轄下的大型地面雷達同時追蹤目標與飛彈。
飛彈的飛行速度為2.8馬赫，飛行高度20000公尺，當距離目標約16公里時，飛彈改由鼻端的AN/DPN-34雷達接手搜尋目標與導引。彈頭可以攜帶傳統高爆炸藥（炮彈），或是1萬噸核當量的W-40核彈頭。

## 相關
- 防空飛彈
- 半自動地面管制系統
- 衝壓發動機
- 勝利女神飛彈

## 外部連結
- http://www.fas.org/nuke/guide/usa/airdef/bomarc.htm（页面存档备份，存于）
- RCAF 446 SAM Squadron
- BOMARC Missile Sites（页面存档备份，存于）
- Boeing Company History, Bomarc
- History of the Royal Canadian Air Force "Pinetree Line" air defense stations